# Бакерисо, Альфредо

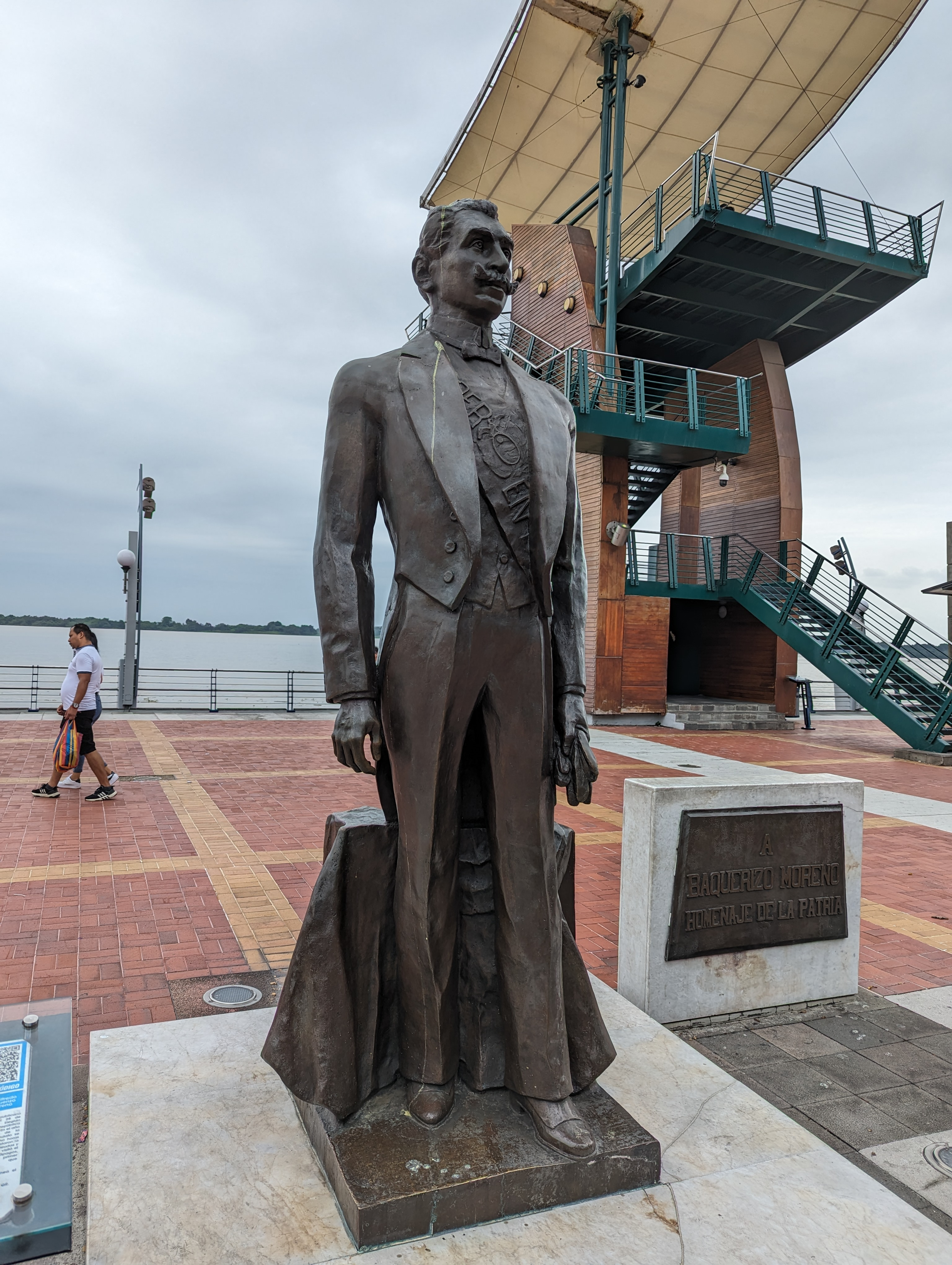
Памятник Альфредо Бакерисо Морено в г. Гуаякиль

Хосе Альфредо Венсеслао дель Корасон де ла Консепсьон Бакерисо Морено (исп. José Alfredo Wenceslao del Corazón de la Concepción Baquerizo Moreno; 28 сентября 1859, Гуаякиль — 20 марта 1951, Нью-Йорк, США) — политический, государственный, общественный и дипломатический деятель Эквадора, 19-й президент Эквадора (1916—1920), сенатор, писатель
 и литературовед. Мэр Гуаякиля.

## Биография
Изучал право в Центральном университете и историю литературы, искусства и музыки в Национальной консерватории в Гуаякиле, где получил докторскую степень. Затем работал литературоведом. Был заведующим кафедрой литературоведения, профессором колледжа Висенте Рокафуэрте при Университете Гуаякиля. Член Эквадорской академии языка.
Автор поэтической прозы, представитель символизма.
Политик, член Радикально-либеральной партии Эквадора. Избирался мэром Гуаякиля. Министр иностранных дел в 1901—1903 годах, полномочный министр Эквадора на Кубе и в Колумбии, посол в Перу.
Президент Национального конгресса Эквадора (август 1912 — октябрь 1915 и август — декабрь 1930). Занимал пост канцлера Республики в 1916 году.
Вице-президент страны в 1903—1906 годах и трижды занимал пост президента Эквадора: с августа по сентябрь 1912 г., с сентября 1916 г. по август 1920 г. и с октября 1931 г. по август 1932 г. В 1931 г. краткое время занимал пост министра внутренних дел.